# Tótem
Tótem és una pel·lícula dramàtica mexicana de 2023, escrita i dirigida per Lila Avilés. La pel·lícula conta la història de Sol, una nena de set anys que passa el dia a casa del seu avi, en una festa sorpresa per al pare de Sol, Tonatiuh. A mesura que va transcorrent dia, Sol comprèn que el seu món està a punt de canviar radicalment.
Va ser seleccionada per a competir per l'Os d'Or al 73è Festival Internacional de Cinema de Berlín, on es va estrenar el 20 de febrer de 2023. Es tracta d'una coproducció entre Mèxic, Dinamarca i França.
La pel·lícula va ser preseleccionada per a ser presentada al 96è Premis de l'Acadèmia com la candidata mexicana per a la categoria Millor Pel·lícula Internacional a l'agost de 2023. Al desembre de 2023, va ser preseleccionada per a optar pel premi de l'acadèmia, al costat d'altres 14 cintes.

## Premissa
Sol, una nena de set anys, va a casa del seu avi, on les seves ties Nuri i Alejandra organitzen una festa sorpresa d'aniversari per al seu pare. Probablement l'últim, per la qual cosa en un cert sentit és també una cerimònia de comiat. Amb l'arribada del crepuscle, una atmosfera desconeguda i desenfrenada s'apodera de la casa, trencant els llaços familiars. Per a Sol el món està a punt de canviar mentre aprèn, l'essència de deixar-se portar i sentir l'alè de la vida.

## Argument
Com la seva mare ha d'anar al teatre per treball, Sol passa el dia a casa del seu sogre. La nena de 7 anys observa els preparatius d'una festa sorpresa per al seu pare prostrat en llit Tonatiuh, conegut com a “Tona” per a abreujar. El jove pintor sofreix un càncer greu i rares vegades surt del dormitori en el qual va morir la seva mare a causa d'aquest càncer. Com Tona ha de descansar a la nit, a Sol no se li permet veure al seu pare durant hores. Ella és conscient del seu delicat estat de salut i espera que no mori. Sol passeja per la casa i el gran jardí amb molts animals. Per avorriment, posa caragols en quadres familiars, destrueix accidentalment un bol de ceràmica, pren un xarrup de vi i comença a preguntar-li a la IA del telèfon cel·lular quan s'acabarà el món. Aviat comença a creure que Tona no l’estima. La seva infermera Cruz la consola i la contradiu.
Mentrestant, les ties de Sol, Alejandra i Nuri, estan ocupades preparant-se per a la festa al jardí de la nit. Encara que la família a penes té diners a fi de mes i a Cruz li deuen dues setmanes de salari, és principalment la soltera Alejandra qui està darrere de l'organització de la festa del seu germà. Llavors contracta a un nigromant per espantar les energies negatives. La germana de Tona, Nuri, és mare d'una filla, Esther. Fan un pastís plegades, però es crema al forn. Després ha de començar de nou el treball. El seu pare, un psiquiatre que ja no té laringe i depèn d'un generador de veu electrònic, està molest pel ritme frenètic amb el qual rep als pacients.
A poc a poc van arribant a la casa altres familiars i convidats. Sol rep un peix daurat com a regal del seu oncle, al qual ella diu “Delícia”. Seguint el consell de l'oncle, la família realitza una “teràpia quàntica” espiritual a la sala d'estar. Existeix un debat sobre si Tona ha de ser tractada amb morfina o quimioteràpia . A la nit, la mare de Sol arriba a la casa i ambdues són rebudes per Tona. Li mostra a la seva filla una fotografia d'una varietat d'animals i li fa comprendre que a vegades no pots veure les coses que estimes. La mare de Sol li dona a Tona un recipient de fusta que conté llavors de tamarinde , que poden produir una varietat de formes. La petita família gaudeix d'un breu període de privacitat i s'abraça.
Mentre s'emporten les fotografies en secret, Tona assisteix a la festa sorpresa al jardí i es diverteix amb amics i familiars. Una llanterna del cel que s'encén s'incendia accidentalment mentre Sol observa des del sostre. Se sent pertorbada pel dron d'un convidat i fa que s'estavelli. A la cuina hi ha una discussió entre Nuri i Alejandra, qui va estar treballant en un pastís de reemplaçament fins al final, però després es va emborratxar i va voler allunyar-se de la festa. Nuri critica a la seva germana pel seu domini, Alejandra al seu torn critica a Nuri pel seu consum d'alcohol, la qual cosa no passa desapercebuda a la petita Esther. Cap a la nit, la família es retira a la casa, on Sol i la seva mare munten un petit espectacle que commou molt a Tona. El seu pare li regala un bonsai criat amb molt d'afecte. Quan Nuri porta el pastís de naixement, Tona no demana cap desig mentre Sol mira pensativament les flames de les espelmes. En la següent escena pots veure el dormitori buit de Tona.

## Repartiment
- Naíma Sentíes com a Sol
- Montserrat Marañón com a Nuri
- Marisol Gasé com a Alejandra
- Lukas Urquijo com a Chavita
- Saori Gurza com a Esther
- Teresita Sánchez com a Cruz
- Mateo García Elizondo com a Tonatiuh
- Juan Francisco Maldonado com a Napo
- Iazúa Larios com a Lucía
- Alberto Amador com a Roberto

## Producció
El 7 de juliol de 2020, es va informar que Lila Avilés està planejant la seva nova pel·lícula titulada Tótem.
La pel·lícula també va ser un dels cinc pròxims projectes de llargmetratge que van rebre una subvenció de € 53.000 (USD 60.000) del Fons Hubert Bals (HBF), administrat pel Festival Internacional de Cinema de Rotterdam.
Tótem està produïda per Limerencia Films i Laterna, en coproducció amb la danesa Paloma Productions i la francesa Alpha Violet Production, que també són distribuïdores. És el segon
segon llargmetratge de Lila Avilés després de La camarista'. Naíma Sentíes com a Sol, Montserrat Marañón com Nuri, Marisol Gasé com Alejandra i Mateo García Elizondo com Tonatiuh, el pare de Sol, figuren en els papers principals.

## Estrena
La pel·lícula es va estrenar mundialment el 20 de febrer de 2023 al 73è Festival Internacional de Cinema de Berlín. A l'abril va competir en el 47è Festival Internacional de Cinema de Hong Kong, on va guanyar el Premi Firebird a la millor pel·lícula en la categoria Young Cinema Competition World.
Va ser convidada a la secció Horitzons del 57è Festival Internacional de Cinema de Karlovy Vary, on es va projectar el 30 de juny de 2023. També va ser convidada al 27è Festival de Cinema de Lima en la secció de ficció a Competició, on es va projectar l'11 d'agost de 2023, , i va guanyar el premi a la Millor Pel·lícula de la secció. També es projectarà en el 2023 Atlantic International Film Festival en la secció World Cinema el 17 de setembre de 2023.
La pel·lícula també ha entrat en la secció 'Horitzons Llatins' del 71 Festival Internacional de Cinema de Sant Sebastià 2023 que es va celebrar del 22 al 30 de setembre de 2023.
La pel·lícula va ser projectada en el festival cinelatino a Tolosa al març de 2023 i va guanyar el premi "PRIX DU PUBLIC FICTION LA DÉPÊCHE DU MIDI"
La pel·lícula havia de competir al 2023 Calgary International Film Festival en 'International Narrative Competition' pel premi al Millor Llargmetratge de Narrativa Internacional i es va projectar el 22 de setembre.
La pel·lícula també va ser convidada al Festival Internacional de Cinema de Vancouver 2023 en la secció 'Showcase' i es va projectar l'1 d'octubre de 2023.
Totem va ser una de les pel·lícules seleccionades en el Festival Internacional de Cinema de Morelia, on va guanyar el premi a Millor Pel·lícula, Millor Direcció, i Premi al Público a Millor Llargmetratge Mexicà de Ficció.

## Recepció

### Crítica
En la web agregadora de crítiques Rotten Tomatoes, la pel·lícula té un índex d'aprovació del 95% basat en 20 crítiques, amb una puntuació mitjana de 8/10. A Metacritic, té una puntuació mitjana ponderada de 88 sobre 100 basada en 8 crítiques, la qual cosa indica "Aclamació universal".
Stephen Saito per a Moveable Fest va escriure en la seva crítica que "Un retrat familiar emocionantment vital sobre un clan que fa tot el possible per celebrar a algú a qui estan a punt de plorar". Jonathan Romney ressenyant per a Screen International va escriure: "Aquesta peça temàticament rica ofereix un conjunt de vívids estudis de personatges, mentre reflexiona sobre la vida, la mort i el temps - en gran part des de la perspectiva d'un nen."
Marina Ashioti escrivint a Little White Lies va declarar: "Un tendre esperit de calidesa i levitat impregna la pantalla, sostenint una flotabilitat que evita que la pel·lícula s'enfonsi en aigües embafadores." Fabien Lemercier, crític de Cineuropa, va elogiar la pel·lícula i va escriure: "És una pel·lícula plena de vida i ànima i una obra modestament enganyosa, perquè el seu significat és enorme."

### Premis

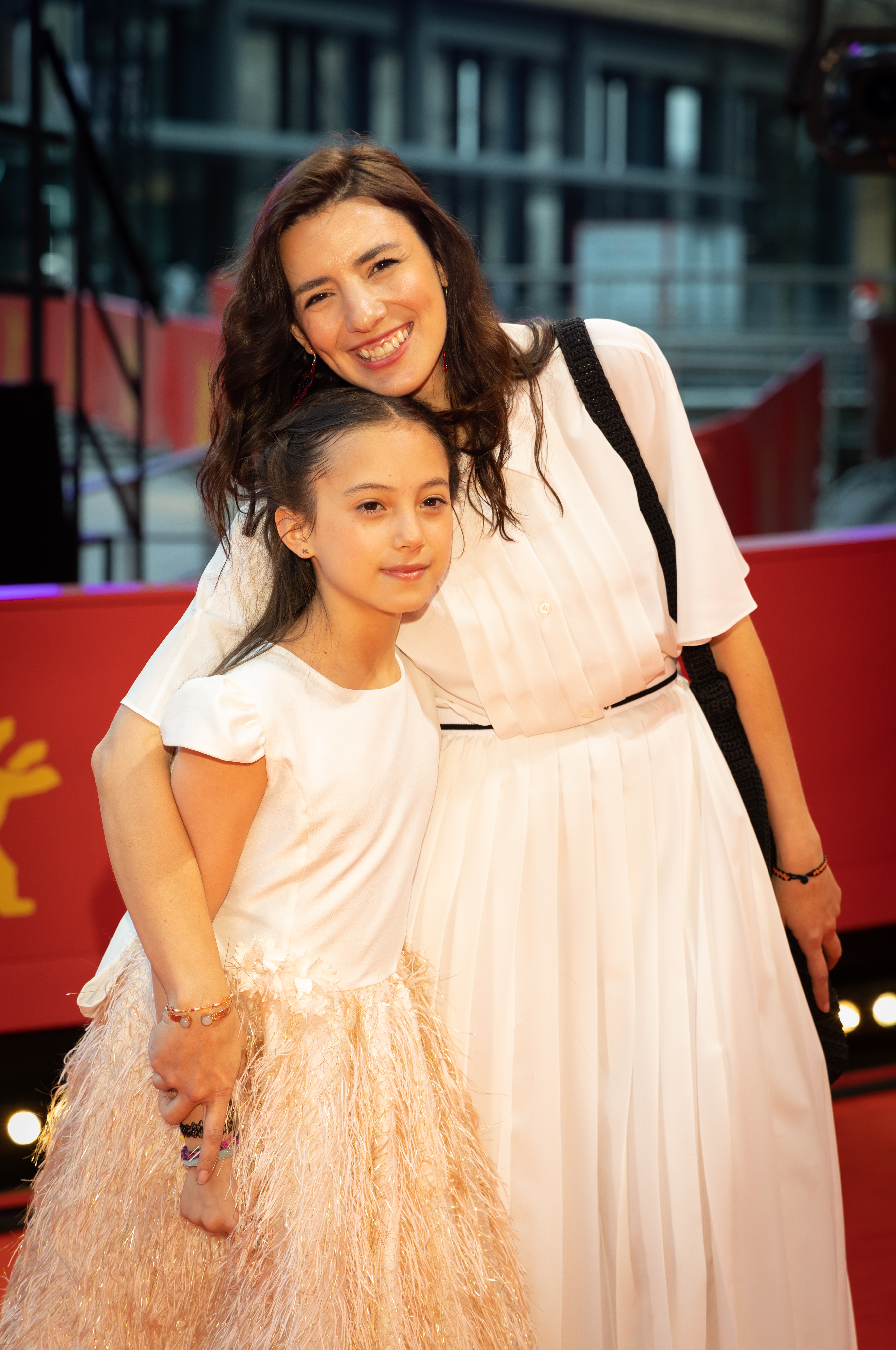
La directora Lila Avilés amb l’actriu infantil Naíma Sentíes a la Berlinale 2023

| Premi                                             | Data                   | Categoria                                                  | Guanyador(s)  | Resultat  | Ref.          |
| ------------------------------------------------- | ---------------------- | ---------------------------------------------------------- | ------------- | --------- | ------------- |
| Festival Internacional de Cinema de Berlín        | 25 de febrer de 2023   | Os d'Or                                                    | Tótem         | Nominat   | [ 25 ]        |
| Festival Internacional de Cinema de Berlín        | 25 de febrer de 2023   | Premi del Jurat Ecumènic                                   | Tótem         | Guanyador | [ 26 ]        |
| Festival Internacional de Cinema de Hong Kong     | 9 d’abril de 2023      | Premio Ocell de Foc                                        | Tótem         | Guanyador | [ 27 ]        |
| Festival de Cinema de Jerusalem                   | 23 de julio de 2023    | Premi Nechama Rivilin a la Millor Pel·lícula Internacional | Tótem         | Nominat   | [ 28 ]        |
| Festival de Cinema de Jerusalem                   | 23 de julio de 2023    | Millor Director(a)                                         | Lila Avilés   | Guanyador | [ 29 ]        |
| Festival de Cinema de Lima                        | 18 d’agost de 2023     | Millor Pel·lícula                                          | Tótem         | Guanyador | [ 12 ]        |
| Festival de Cinema de Lima                        | 18 d’agost de 2023     | Millor Cinematografia                                      | Diego Tenorio | Guanyador | [ 12 ]        |
| Calgary International Film Festival               | 1 d’ctubre de 2023     | Millor eça Narrativa Internacional                         | Tótem         | Nominat   | [ 16 ]        |
| Festival Internacional de Cinema de Chicago       | 22 d’octubre de 2023   | Golden Hugo                                                | Tótem         | Nominat   | [ 30 ]        |
| Festival Internacional de Cinema de Melbourne     | 20 d'agost de 2023     | Bright Horizons Award                                      | Tótem         | Nominat   | [ 31 ]        |
| Festival Internacional de Cinema de Sant Sebastià | 30 de setembre de 2023 | Premi Horizontes                                           | Tótem         | Nominat   | [ 32 ]        |
| Premis Independent Spirit                         | 25 de febrer de 2024   | Millor pel·lícula internacional                            | Tótem         | Nominat   | [ 33 ]        |
| Diosas de Plata                                   | 19 de març de 2024     | Millor actriu secundària                                   | Marisol Gasé  | Pendent   | [ 34 ] [ 35 ] |
| Diosas de Plata                                   | 19 de març de 2024     | Millor actriu infantil                                     | Naíma Sentíes | Pendent   | [ 34 ] [ 35 ] |
| Premis Platino                                    | 20 d'abril de 2024     | Millor pel·lícula iberoamericana de ficció                 | Tótem         | Nominat   | [ 36 ]        |
| Premis Platino                                    | 20 d'abril de 2024     | Millor direcció                                            | Lila Avilés   | Nominat   | [ 36 ]        |